# 小口山古墳
小口山古墳（こぐちやまこふん）は、大阪府羽曳野市軽里にある古墳。形状は円墳。史跡指定はされていない。
終末期古墳であり、内部に一個の巨石を刳抜いた横口式石槨がある。

## 概要
史跡・峯ヶ塚古墳の西方200 mにある終末期の横口石槨を持つ古墳である。1912年（明治45年）、開墾によって発見され、喜田貞吉によって「河内軽里の掘抜石棺」として紹介されており、考古学史上著名な遺跡である。1979年（昭和54年）～1980年（昭和55年）にかけて羽曳野市史編纂の関連で発掘調査されている。

### 墳丘規模
径30 mの規模をもつ円墳とみられ、墳形を整えるために東側と北側の地山を削って周濠を整えていることが判明した。墳丘の高さは現在は2.5 ｍであるが本来は5 m以上あったと推測されている。

### 横口式石槨

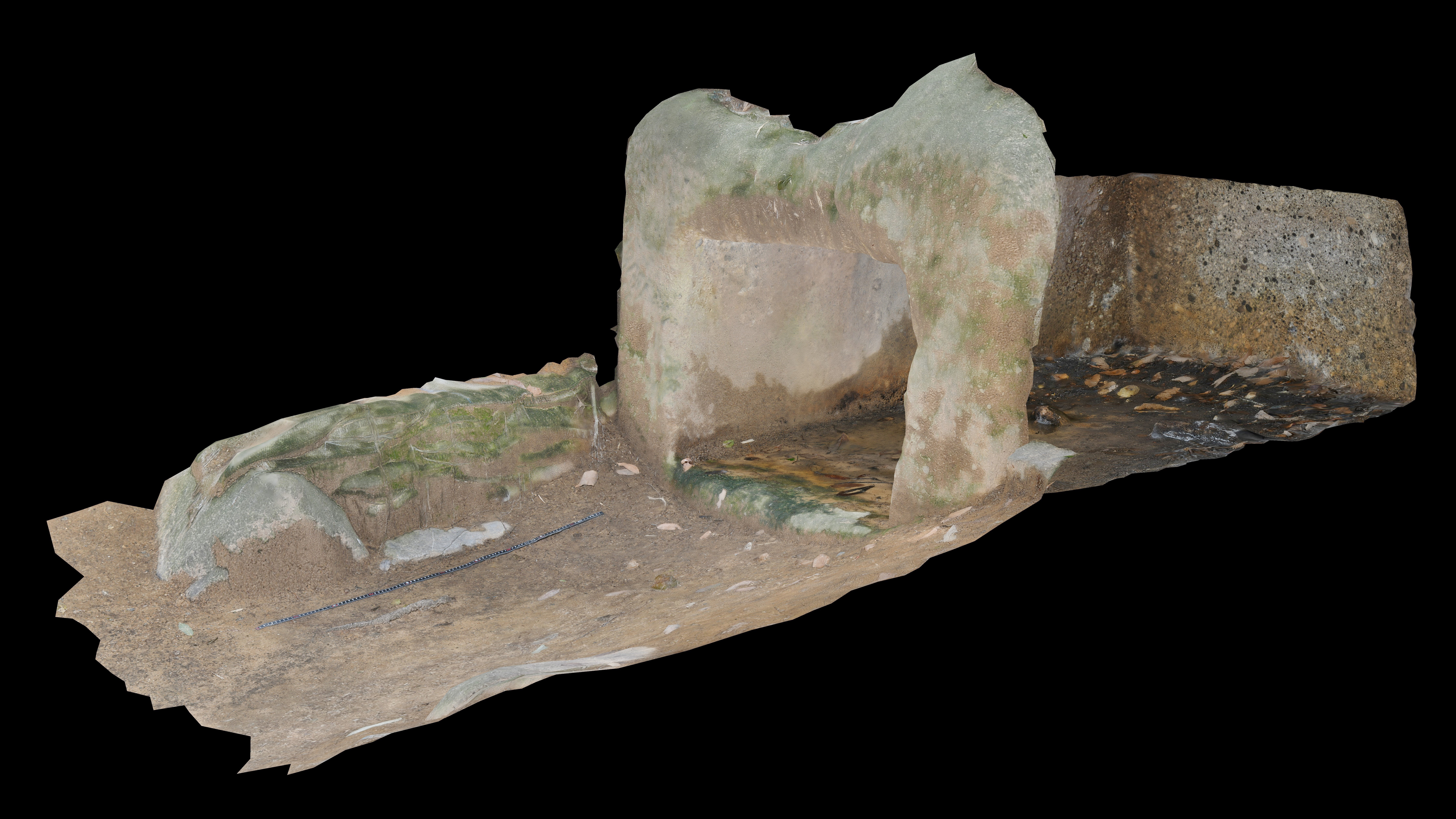
石槨パース図

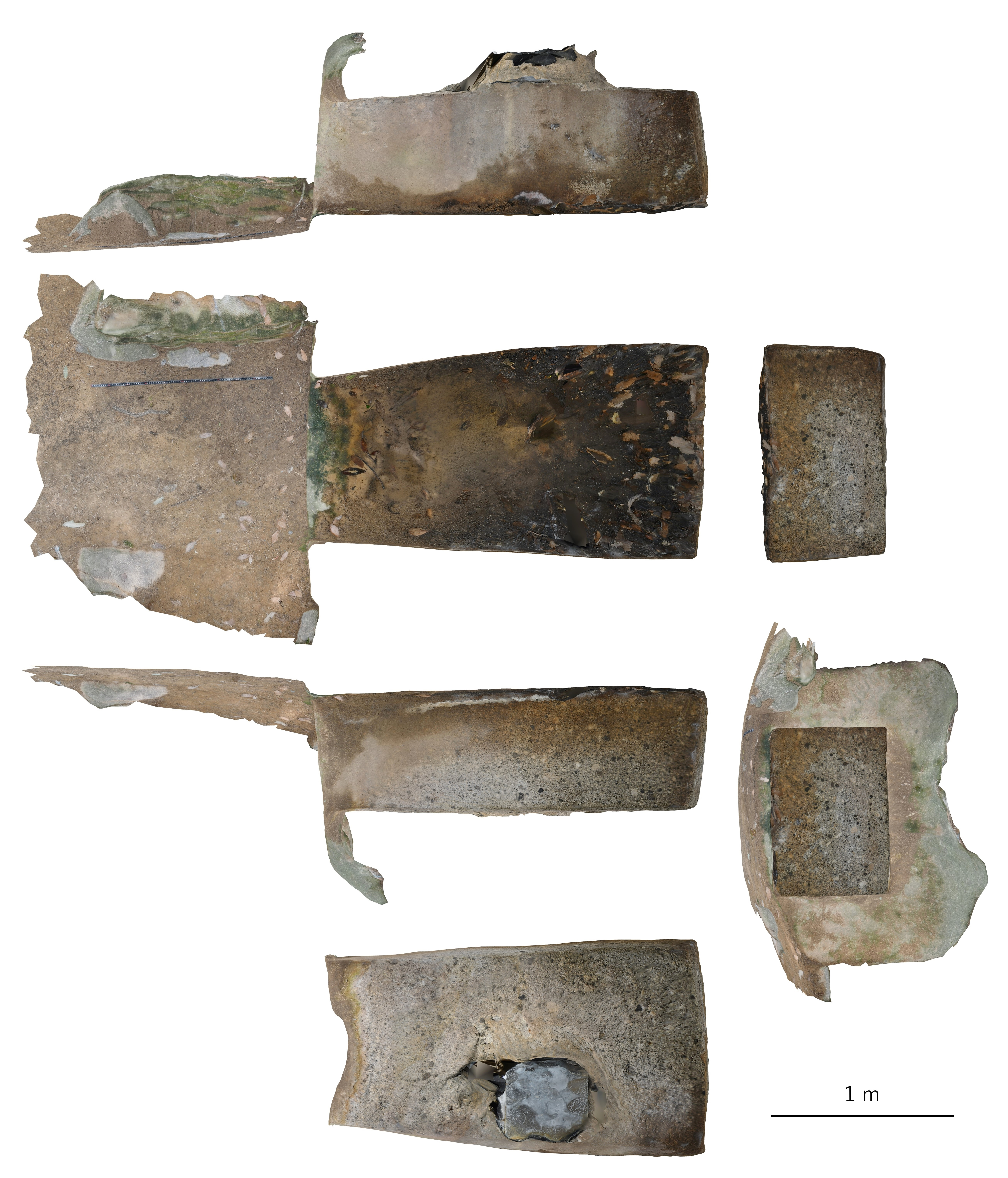
石槨展開図

主体部の横口式石槨は長さ2.7 m、幅1.6 m、高さ1.6 mで、1つの直方体の巨大な二上山産の白色凝灰岩を刳り抜いて造っている。南に大きな開口部があり、内部の奥行きは2.13 m、幅は入口が最も狭くて0.87 m、奥壁は広がって1.17 m、高さは0.63 mある。石槨の外形は南北に長い箱形で、天井部の四辺を斜めに削って屋根形としていて、上面の平坦な天井部分は長さ2.14m、幅0.96mある。全体の外形は家形石棺に近いが、縄掛突起などの形跡はない。この石槨は地山の上に直接に置かれたのではなく、長さ1.7 m、幅1 m、厚さ30 cmの板石を三枚敷き並べそれを台座にして据付けられている。さらに、南側を除く東・北・西の三側面には石英安山岩の自然石からなる大型の塊石を積み上げて護石としていることが判明した。これらの側壁に用いられた塊石の大きさは大小不ぞろいであるが、最も大きいものは一辺で0.9 mある。

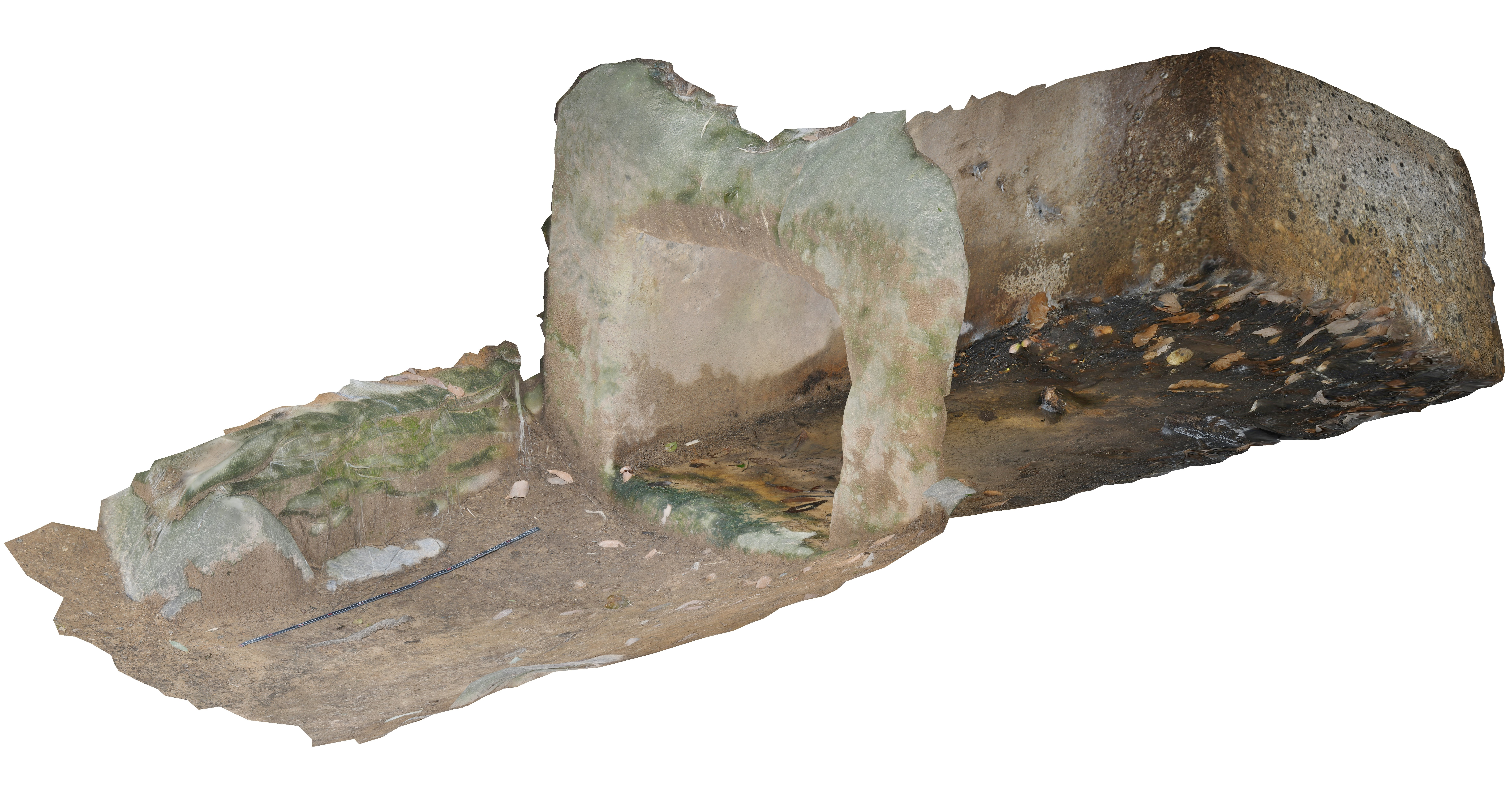
石槨俯瞰図
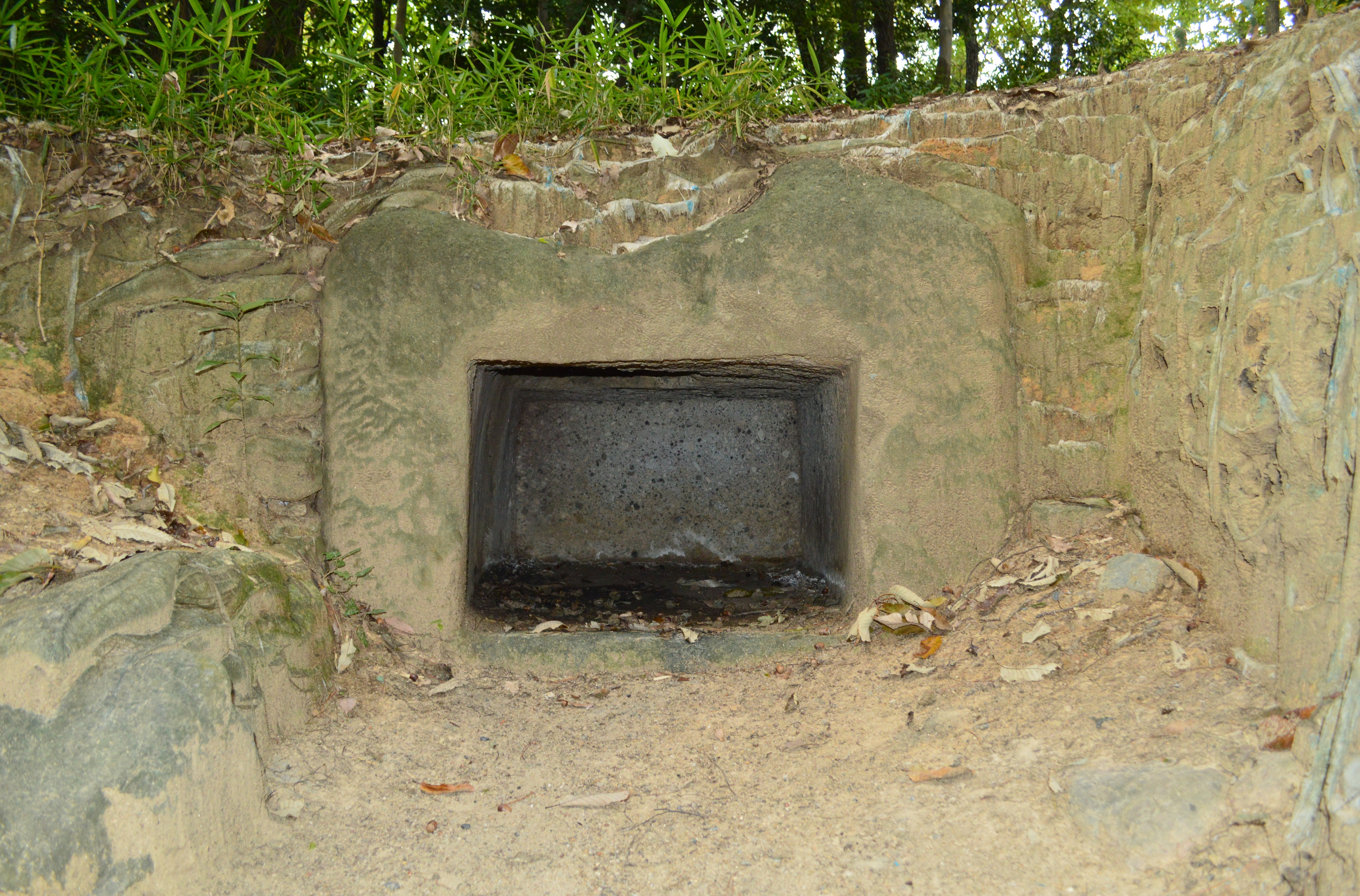
石槨開口部
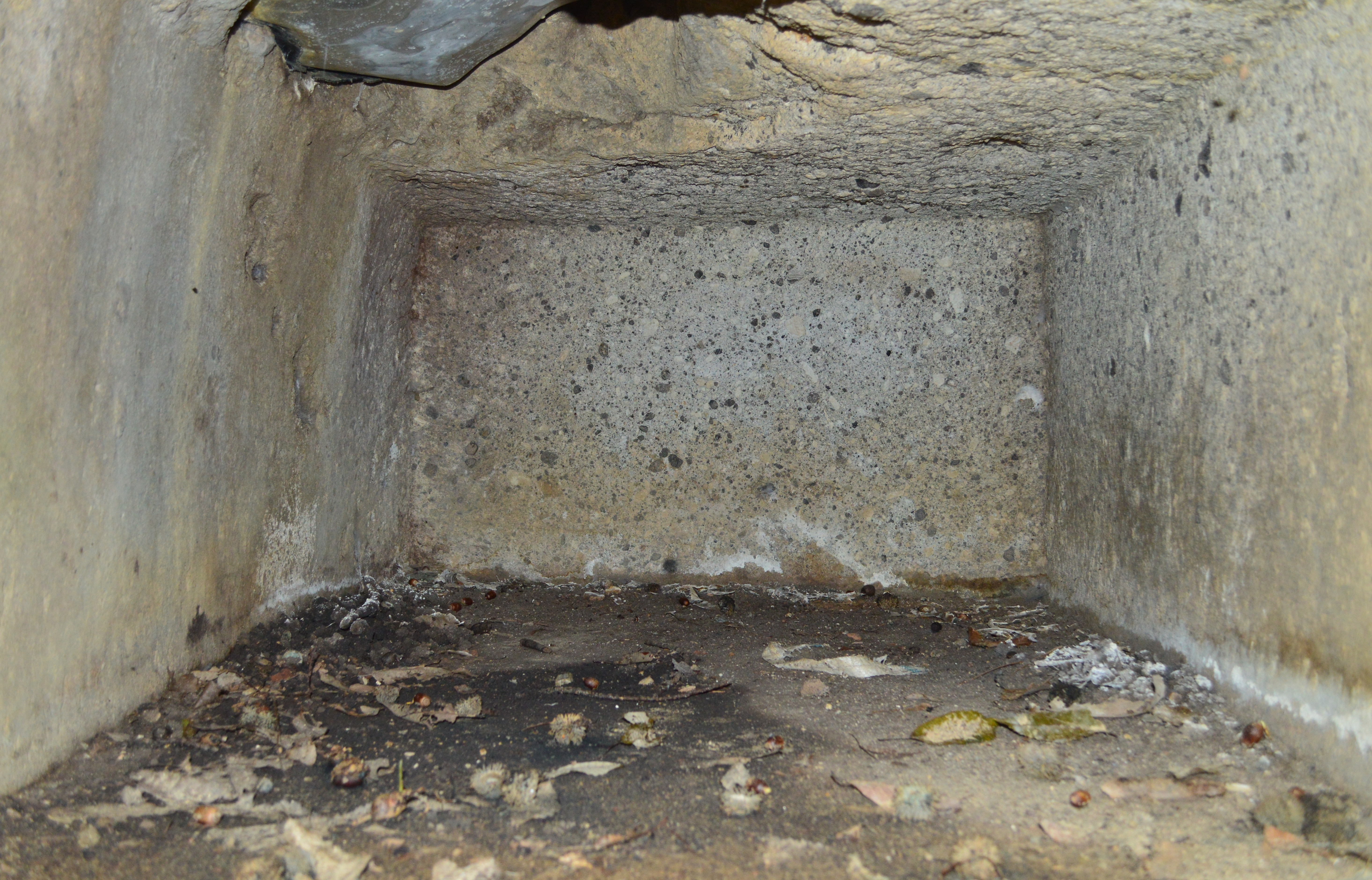
石槨内部

### 築造年代
副葬品などの遺物は検出されなかったので遺物から年代を決定できないが、石槨の型式から見て、7世紀の第4四半期を中心とする年代に比定できる。